# Fains
Fains ist eine französische Gemeinde mit 423 Einwohnern (Stand 1. Januar 2022) im Département Eure in der Region Normandie.

## Geografie
Fains liegt zwischen Gadencourt im Süden und Pacy-sur-Eure im Norden 13 Kilometer südwestlich von Vernon an der N13 am westlichen Ende des Départements Eure. Der Fluss Eure und der Bach Le Bras du Fains fließen durch das Gemeindegebiet, auf dem sich außerdem mehrere Weiher befinden. Die Weiler La Noë du Bois, La Gènevraie, La Cave-à-Renoult, Les Closets und Le Moulin gehören zur Gemeinde.

## Geschichte
Nègre geht davon aus, dass die homonyme Gemeinde Fains im Département Meuse nach einem Begriff aus den Langues d’oïl benannt ist. Fain bedeutet dort „morastiges Moor“ oder „schlammige Wiese“. Le Prévost geht davon aus, dass der Ortsname Fains (Eure), genau wie die Ortsnamen Feings, Feins, Fins und Les Fins, aus dem lateinischen Wort fines („Gebiet“ oder „Land“) entstanden ist. Fains in Eure hat an einer Gebietsgrenze gelegen, die durch die Eure markiert wurde, während der Ortsname Fains im Département Meuse anders entstanden ist.
Im Register der Lehen zur Zeit Philipp II. von Frankreich (1165–1223) wird Fains als ein Lehen von Pacy-sur-Eure erwähnt. Die Einwohner von Fains hatten bestimmte Rechte bezüglich des Walds von Merey. Besitzer von Fains war ein Seigneur. Die Abtei in La Croix-Saint-Leufroy hatte Grundbesitz in Fains.

## Sehenswürdigkeiten
Die romanische Kirche Saint-Pierre wurde im 16. Jahrhundert umgebaut. Sie wurde seitdem mehrfach restauriert. In der Kirche befindet sich ein Chorpult aus dem 16. Jahrhundert und eine Statue der Jungfrau mit dem Kinde, die 1907 als Monuments historiques (historisches Denkmal) klassifiziert wurden. Eine Glocke, die das Datum 1553 trägt, wurde 1994 als Monument historique eingestuft. Außerdem gibt es in der Kirche noch Reste der Litre funéraire mit drei Wappen. Es sind die Wappen von Barthélemy du Chesne, Écuyer (bezeugt 1666), und seiner Frau Catherine Marie Gabrielle de la Vallée des Lettiers aus dem Ende des 17. Jahrhunderts.
Eine ehemalige Mühle wurde später zur Schokoladenproduktion (chocolaterie Moreuil) umgebaut und dient heute als Wohnhaus.

## Bevölkerungsentwicklung
- 1962: 189
- 1968: 209
- 1975: 286
- 1982: 296
- 1990: 355
- 1999: 327
- 2007: 416
- 2018: 442

## Wirtschaft
Auf dem Gemeindegebiet gelten geschützte geographische Angaben (IGP) für Schweinefleisch (Porc de Normandie), Geflügel (Volailles de Normandie) und Cidre (Cidre de Normandie und Cidre normand).

## Persönlichkeiten
- René II. (1451–1508), Herzog von Lothringen